# Geely Xingyuan
Geely Xingyuan (кит. 吉利星愿) — субкомпактный электромобиль-хетчбэк (BEV), разработанный китайской компанией Geely Auto.

## Описание

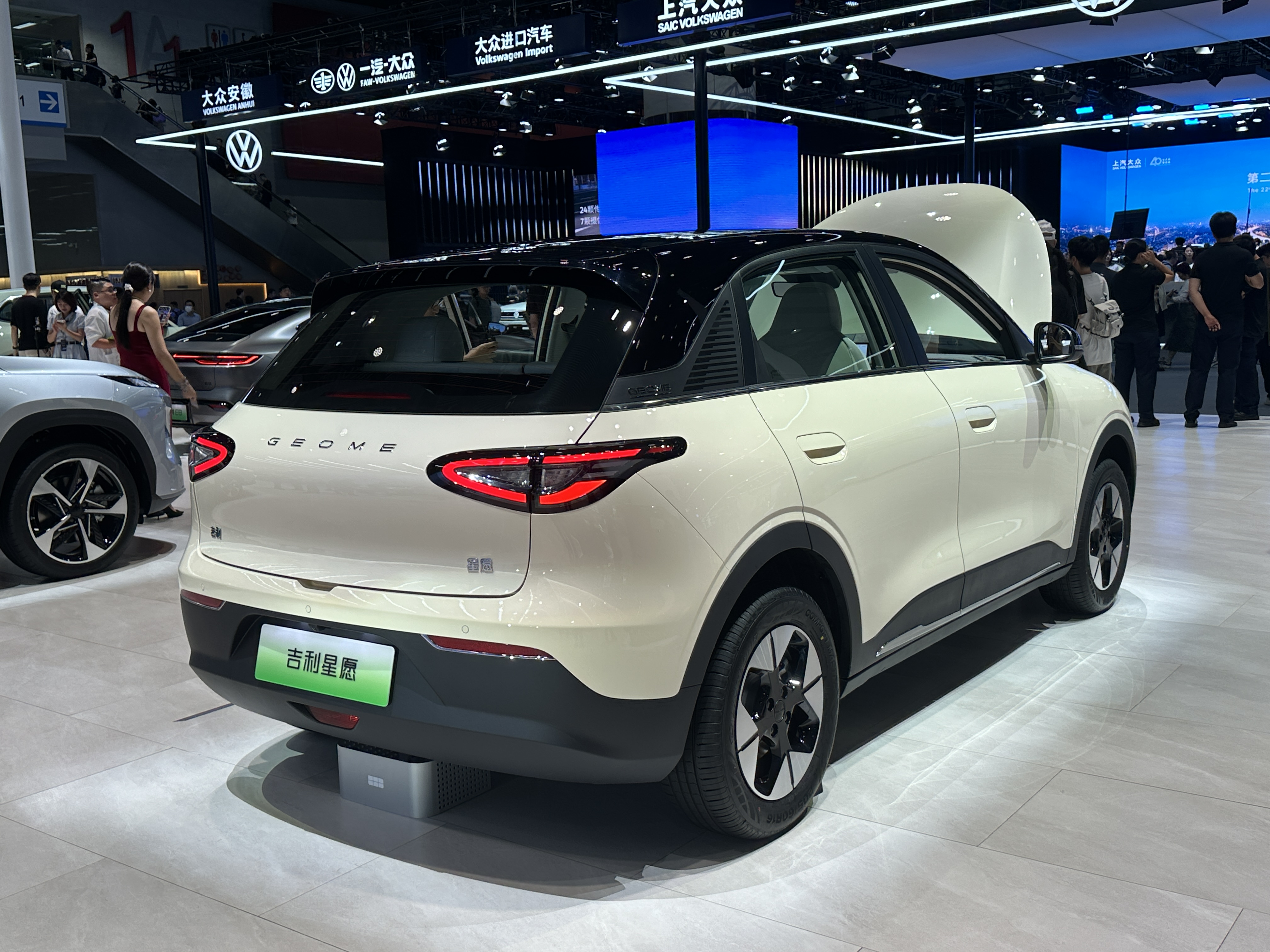
Geely Xingyuan. Вид сзади.

Впервые Geely Xingyuan был представлен в начале сентября 2024 года. Он имеет логотип «Geome» от бренда автопроизводителя Geely Geometry, однако продаётся через дилерские центры Geely Galaxy. Название Xingyuan в переводе с китайского обозначает «желание на звезде».
Продажи Geely Xingyuan стартовали в конце сентября 2024 года. Конкурентами являются BYD Seagull и BYD Dolphin. Для «продвижения» модели Xingyuan компания Geely сотрудничает с Häagen-Dazs.
Xingyuan имеет систему электропривода 11-в-1, которая объединяет 11 основных устройств, таких как двигатели, электронное управление и редукторы. Базовая комплектация — Xingyuan EV с одним электродвигателем мощностью 58 кВт (78 л. с.), который развивает максимальную скорость 125 км/ч. Более мощный вариант — электродвигатель мощностью 85 кВт (114 л. с.), развивающий максимальную скорость 135 км/ч. Запас хода на электротяге составляет 310 или 410 км по циклу CLTC, в зависимости от двигателя.